# Jeff Adrien
Jeff Adrien (Naples, 10 febbraio 1986) è un ex cestista statunitense.

## Palmarès
- NBA Development League Impact Player of the Year Award (2011)
- All-NBDL Second Team (2011)
- Miglior rimbalzista NBDL (2011)